# Saison 4 de Cobra Kai
Chronologie
Saison 3 Saison 5
Cet article présente le guide des épisodes de la quatrième saison de la série télévisée américaine Cobra Kai.

## Synopsis
Johnny Lawrence a désormais la cinquantaine et est à la dérive. Il vit désormais dans le quartier de Reseda, bien loin du luxe d'Encino où il vivait avec son beau-père tyrannique, Sid Weinberg. Johnny a eu un fils, Robby, avec Shannon Keene, sa compagne de l'époque. Mais il les a tous les deux abandonnés le jour de la naissance, qui coïncide avec celui de la mort de sa mère, Laura.
Après avoir perdu son emploi, Johnny va tenter de rouvrir le dojo de karaté Cobra Kai. Ce faisant, il ravive sa rivalité avec Daniel LaRusso, qui de son côté a réussi dans les affaires, mais lutte pour maintenir l'équilibre dans sa vie en l'absence des conseils de son mentor, M. Miyagi. Daniel est marié à Amanda avec laquelle il a deux enfants : Samantha et Anthony.
Les deux hommes font face aux démons du passé et aux frustrations du présent de la seule façon qu'ils connaissent : le karaté.

## Résumé de la saison
Trente ans après le tournoi qui a changé leur vie, Johnny et Daniel voient leur rivalité ravivée.

## Distribution

### Acteurs principaux
- Ralph Macchio (VF : Maurice Decoster) : Daniel LaRusso
- William Zabka (VF : Alexis Victor) : Johnny Lawrence
- Courtney Henggeler (VF : Audrey Sourdive) : Amanda LaRusso
- Xolo Maridueña (VF : Damien Zanoly) : Miguel Diaz
- Tanner Buchanan (VF : Jim Redler) : Robby Keene
- Mary Mouser (VF : Camille Timmerman) : Samantha LaRusso
- Jacob Bertrand (VF : Baptiste Mège) : Eli « Hawk » Moskowitz
- Gianni Decenzo (VF : Tom Trouffier) : Demetri Alexopoulos
- Peyton Roi List (VF : Olivia Luccioni) :  Tory Nichols
- Vanessa Rubio  (VF : Sophie Riffont) : Carmen Diaz
- Thomas Ian Griffith (VF : Philippe Vincent) : Terry Silver
- Martin Kove (VF : Patrice Keller) : John Kreese

### Acteurs récurrents
- Hannah Kepple (VF : Clara Soares) : Moon
- Owen Morgan (VF : Jean-Cyprien Chenberg) : Bert
- Aedin Mincks (VF : Gabriel Bismuth-Bienaimé) : Mitch
- Khalil Everage (en) (VF : Baptiste Marc) : Chris
- Nathaniel Oh : Nathaniel
- Rose Bianco : Rosa Diaz
- Joe Seo (VF : Julien Crampon)  : Kyler Park
- Selah Austria : Piper Elswith
- Bret Ernst (VF : Erwan Tostain) : Louie LaRusso Jr
- Annalisa Cochrane (VF : Joséphine Ropion) : Yasmine
- Griffin Santopietro (VF : Kylian Trouillard) : Anthony LaRusso
- Dallas Dupree Young (en) (VF : Enzo Ratsito) : Kenny Payne
- Milena Rivero (VF : Lana Ropion) : Lia Cabrera
- Oona O'Brien (VF : Lou Lévy)  : Devon Lee
- Brock Duncan (VF : Gaspard Laurent) : Zach Thompson

### Invités
- Diora Baird (VF : Stéphanie Lafforgue) : Shannon Keene
- Dan Ahdoot (en) (VF : Stéphane Pouplard) : Anoush Norouzi
- Nichole Brown (VF : Valérie Bachère) : Aisha Robinson
- Okea Eme-Akwari (VF : Jean-Baptiste Anoumon) : Shawn Payne
- Randee Heller (VF : Jocelyne Darche) : Lucille LaRusso
- Candace Moon : Laura Lawrence, la mère de Johnny
- Paul Walter Hauser (VF : Christophe Lemoine) : Raymond « la Rascasse »
- Susan Gallagher (VF : Delphine Braillon) : Lynn
- Julia Macchio  (VF : Dorothée Pousséo) : Vanessa LaRusso
- Carrie Underwood (VF : Ariane Aggiage) : elle-même
- Yuji Okumoto (VF : Adrien Larmande) : Chozen Toguchi
- Rebecca Lines : Candace Nichols, la tante de Tory

## Liste des épisodes
1. Au boulot (Let's Begin)
2. Apprendre à marcher (First Learn Stand)
3. Avant de voler (Then Learn Fly)
4. Bicéphale (Bicephaly)
5. Balle de match (Match Point)
6. Ça attire les nanas (Kicks Get Chicks)
7. Champ de mines (Minefields)
8. La fête (Party Time)
9. La chute (The Fall)
10. L'ascension (The Rise)